# Naci Erdem
Naci Erdem (ur. 28 stycznia 1931 w Stambule, zm. 28 marca 2022 tamże) – turecki piłkarz grający na pozycji obrońcy. W swojej karierze rozegrał 34 mecze w reprezentacji Turcji.

## Kariera klubowa
Karierę piłkarską Erdem rozpoczął w klubie Karagümrükspor. W 1953 roku został zawodnikiem Fenerbahçe SK ze Stambułu. W 1957 i 1959 roku wywalczył z nim mistrzostwo Ligi Stambułu, a w latach 1959 i 1961 został mistrzem Turcji. W Fenerbahçe grał do 1963 roku.
Latem 1963 Erdem przeszedł do Beyoğlusporu. Po roku gry w tym klubie przeniósł się do Galatasaray SK. W latach 1965 i 1966 zdobył z Galatasaray Puchar Turcji. W 1966 roku wygrał też Superpuchar Turcji. Z Galatasaray sięgnął również po TSYD Kupası w 1966 i 1967 roku. W 1967 roku zakończył karierę.

## Kariera reprezentacyjna
W reprezentacji Turcji Erdem zadebiutował 23 czerwca 1954 roku w przegranym 2:7 meczu mistrzostw świata w Szwajcarii z RFN. Był to jego jedyny mecz na tym mundialu Od 1954 do 1965 roku rozegrał w kadrze narodowej 34 mecze.